# Еркин (городская администрация Талдыкорган)
Еркин (каз. Еркін) — село в Жетысуской области Казахстана. Находится в подчинении городской администрации Талдыкорган. Административный центр Еркинского сельского округа. Расположено примерно в 5 км к северо-востоку от центра Талдыкоргана. Код КАТО — 191039100.

## Население
В 1999 году население села составляло 9701 человек (4795 мужчин и 4906 женщин). По данным переписи 2009 года, в селе проживало 11465 человек (5649 мужчин и 5816 женщин).